# لويس دامونت
كان لويس دامونت (1911 – 19 نوفمبر 1998) أخصَّائي فرنسي في عِلم الإنسان.
وُلِدَ دامونت في ثيسالونيكي، في ولاية سالونيك التابعة للدولة العثمانية. كان أستاذًا مُساعِدًا بجامعة أوكسفورد في الخمسينيات، ومدير مدرسة الأبحاث المُتطوِّرة في علوم المجتمع (EHESS) بباريس. بالإضافة لِكونه أخصَّائي في ثقافات ومُجتمعات الهِند، دَرَس دامونت أيضًا الفلسفة الاجتماعيَّة الغَربيَّة وعقائِد الغَرب.